# Crax alector
El paujil culiblanco o pavón guayanés (Crax alector) es una especie de ave galliforme de la familia Cracidae que se encuentra en las selvas del norte de Brasil, este de Colombia, sur y este de Venezuela, Guyana, Guayana francesa y Surinam.

## Descripción
Alcanza una longitud promedio de 92 cm. Plumas negras y brillantes, pero en el vientre y bajo la cola blancas. Cresta con plumas rizadas, en la hembra con canas, pico de punta gris con la base y la cera amarilla a anaranjada o rojiza. Patas color gris azulado.

## Hábitat
Bosque húmedo tropical o bosque de galería a menos de 1.500 m s. n. m.

## Subespecies
Se conocen dos subespecies de Crax alector:
- Crax alector alector, al este del río Negro, se distingue por la cera y la base del pico más amarilla.
- Crax alector erythrognatha, en Colombia y al occidente del río Negro y sur del Orinoco.